# Metoda złotego podziału
Metoda złotego podziału – numeryczna metoda optymalizacji jednowymiarowej funkcji celu.
Algorytm ten może być używany przy minimalizacji kierunkowej razem z innymi metodami optymalizacji funkcji wielowymiarowych, takich jak metody gradientowe (np. metoda gradientu prostego, metoda Newtona) lub bezgradientowe (np. metoda Gaussa-Seidela, metoda Powella).
Innymi metodami optymalizacji jednowymiarowej są metoda dychotomii, metoda punktu środkowego, metoda Newtona.

## Zadanie optymalizacji jednowymiarowej
Niech dana będzie funkcja celu {\displaystyle f{:}}
{\displaystyle \mathbb {R} \supset D\ni x\mapsto f(x)\in \mathbb {R} }
oraz przedział {\displaystyle [a,b]\subset D} w którym {\displaystyle f} jest unimodalna (jest ciągła i posiada co najwyżej jedno ekstremum lokalne). Zadaniem optymalizacji jednowymiarowej funkcji {\displaystyle f} jest znalezienie jej minimum w przedziale {\displaystyle [a,b].}
Warto podkreślić fakt, iż algorytmy minimalizacji jednowymiarowej działają poprawnie jedynie dla przedziałów w których funkcja jest unimodalna. Jeżeli zadana funkcja nie posiada tej własności, należy znaleźć jej przedziały unimodalności i zastosować opisywaną metodę do każdego z nich.

## Algorytm

### Idea algorytmu

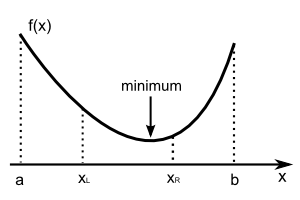
Metoda złotego podziału. Badane są wartości funkcji w punktach i Zgodnie z rysunkiem z czego wynika, iż minimum musi znajdować się w przedziale

Funkcja ciągła {\displaystyle f} w przedziale {\displaystyle [a,b]} posiada dokładnie jedno minimum x*. Minimum to można znaleźć poprzez kolejne podziały zadanego przedziału. W tym celu należy obliczyć wartości funkcji w dwóch punktach {\displaystyle x_{L}} i {\displaystyle x_{R}} takich, że {\displaystyle a<x_{L}<x_{R}<b,} a następnie zbadać ich wielkości:
- Jeżeli {\displaystyle f(x_{L})>f(x_{R}),} to szukane minimum znajduje się w przedziale {\displaystyle [x_{L},b].}
- Jeżeli {\displaystyle f(x_{L})<f(x_{R}),} to szukane minimum znajduje się w przedziale {\displaystyle [a,x_{R}].}

W ten sposób można dowolnie zawężać przedział w którym znajduje się minimum, aż do momentu gdy spełniony zostanie warunek:
{\displaystyle (b-a)\leqslant \epsilon }
dla ustalonej dokładności obliczeń {\displaystyle \epsilon .}
Wielkość otrzymanego w wyniku powyższego postępowania przedziału po {\displaystyle n} krokach wynosi: {\displaystyle (b^{(n)}-a^{(n)})k^{n}} gdzie {\displaystyle k} jest stałym współczynnikiem o który zmniejszana jest wielkość przedziałów w kolejnych krokach algorytmu.

### Złoty podział
W metodzie złotego podziału wartość współczynnika {\displaystyle k} jest dobrana w taki sposób, aby przy kolejnych iteracjach wykorzystywać obliczoną w poprzednim kroku wartość funkcji jednej z dwóch próbek ({\displaystyle f(x_{L})} lub {\displaystyle f(x_{R})}). Aby osiągnąć powyższą własność, wartość współczynnika {\displaystyle k} musi być równa wartości złotego podziału:
{\displaystyle k={\frac {{\sqrt {5}}-1}{2}}\approx 0,61803398}
skąd wzięła się nazwa metody.
Strategię obliczania minimum funkcji można zapisać:
1. {\displaystyle \left\{{\begin{array}{l}x_{L}^{(0)}:=b^{(0)}-(b^{(0)}-a^{(0)})k\\x_{R}^{(0)}:=a^{(0)}+(b^{(0)}-a^{(0)})k\end{array}}\right.}
2. Jeśli:
  - {\displaystyle f(x_{L}^{(i)})>f(x_{R}^{(i)})\Rightarrow \left\{{\begin{array}{l}a^{(i+1)}:=x_{L}^{(i)}\\b^{(i+1)}:=b^{(i)}\\x_{L}^{(i+1)}:=x_{R}^{(i)}\\x_{R}^{(i+1)}:=a^{(i+1)}+(b^{(i+1)}-a^{(i+1)})k\end{array}}\right.}
  - {\displaystyle f(x_{L}^{(i)})<f(x_{R}^{(i)})\Rightarrow \left\{{\begin{array}{l}a^{(i+1)}:=a^{(i)}\\b^{(i+1)}:=x_{R}^{(i)}\\x_{L}^{(i+1)}:=b^{(i+1)}-(b^{(i+1)}-a^{(i+1)})k\\x_{R}^{(i+1)}:=x_{L}^{(i)}\end{array}}\right.}
3. Jeśli {\displaystyle (b^{(i+1)}-a^{(i+1)})\leqslant \epsilon } to STOP, w przeciwnym wypadku powtórz punkt 2.

### Pseudokod
Algorytm można również zapisać przy pomocy poniższego kodu w języku C:
```
float
 
GoldenRatioMethod
(
 
float
 
a
,
 
float
 
b
 
)

{

        
// współczynnik złotego podziału

        
float
 
k
 
=
 
(
 
sqrt
(
 
5
 
)
 
-
 
1
 
)
 
/
 
2
;

        
// lewa i prawa próbka

        
float
 
xL
 
=
 
b
 
-
 
k
 
*
 
(
 
b
 
-
 
a
 
);

        
float
 
xR
 
=
 
a
 
+
 
k
 
*
 
(
 
b
 
-
 
a
 
);

        
// pętla póki nie zostanie spełniony warunek stopu

        
while
 
(
 
(
 
b
 
-
 
a
 
)
 
>
 
EPSILON
 
)

        
{

                
// porównaj wartości funkcji celu lewej i prawej próbki

                
if
 
(
 
f
(
 
xL
 
)
 
<
 
f
(
 
xR
 
)
 
)

                
{

                        
// wybierz przedział [a, xR]

                        
b
 
=
 
xR
;

                        
xR
 
=
 
xL
;

                        
xL
 
=
 
b
 
-
 
k
 
*
 
(
 
b
 
-
 
a
 
);

                
}

                
else

                
{

                        
// wybierz przedział [xL, b]

                        
a
 
=
 
xL
;

                        
xL
 
=
 
xR
;

                        
xR
 
=
 
a
 
+
 
k
 
*
 
(
 
b
 
-
 
a
 
);

                
}

        
}

        
// zwróć wartość środkową przedziału

        
return
 
(
 
a
 
+
 
b
 
)
 
/
 
2
;

}

```

### Zbieżność metody
Kolejne obliczane przedziały w metodzie złotego podziału są wielkości:
{\displaystyle (b^{(i+1)}-a^{(i+1)})=k(b^{(i)}-a^{(i)})}
z czego wynika iż zbieżność metody jest liniowa (rząd zbieżności wynosi {\displaystyle 1,} zaś współczynnik zbieżności {\displaystyle k\approx 0,61803398<1}). Ilość iteracji {\displaystyle N} potrzebna do zawężenia przedziału początkowego {\displaystyle [a,b]} do zadanej dokładności {\displaystyle \epsilon } wynosi:
{\displaystyle N=\left\lceil \log _{k}{\frac {\epsilon }{b-a}}\right\rceil }